# Purhus kommun
Purhus kommun var en kommun i Århus amt i Danmark. Den ingår sedan 2007 i Randers kommun.